# Agent47
Agent47 (zapis stylizowany: AGENT47) – ósmy singel polskiego rapera Okiego z jego siódmego albumu studyjnego, zatytułowanego Era47. Singel został wydany 30 maja 2024.
Nagranie otrzymało w Polsce status platynowego singla, przekraczając liczbę 50 tysięcy sprzedanych kopii.

## Geneza utworu i historia wydania
Utwór napisali i skomponowali Oskar Kamiński i Adam Wiśniewski, który również odpowiada za produkcję utworu. 
Singel ukazał się w formacie digital download 30 maja 2024 w Polsce za pośrednictwem wytwórni płytowej 2020 w dystrybucji Universal Music Polska. Piosenka została umieszczona na siódmym albumie studyjnym Okiego – Era47.

## Teledysk
Do utworu powstał teledysk zrealizowany przez Marcina Kucińskiego, który udostępniono 31 maja 2024 za pośrednictwem serwisu YouTube.

## Lista utworów
- Digital download[2]

1. „Agent47” – 2:47

## Notowania

### Pozycje na listach sprzedaży
| Kraj   | Lista (2024)             | Najwyższa pozycja |
| ------ | ------------------------ | ----------------- |
| Polska | Billboard Poland Songs   | 4                 |
| Polska | OLiS – single w streamie | 3                 |

## Certyfikaty
| Kraj          | Certyfikat      | Sprzedaż |
| ------------- | --------------- | -------- |
| Polska (ZPAV) | platynowa płyta | 50 000+  |